# Buddismo nei Paesi Bassi
Il buddismo nei Paesi Bassi è una piccola minoranza religiosa, ma ha mostrato una rapida crescita negli ultimi decenni. A partire dalla stima del 2006, sono 170.000 le persone olandesi che identificano il buddismo nella propria fede religiosa predominante (all'incirca l'1% della popolazione totale.

## Storia antica
La prima consapevolezza nei confronti della religione buddhista nel territorio corrispondente agli attuali Paesi Bassi può essere fatta risalire ai primi libri stampati con cospicui riferimenti al buddismo i quali compaiono nel 1651, 1843 e 1878, con il primo testo dedicato interamente alla filosofia buddhista che viene scritto interamente in lingua olandese nel 1879. Successivamente, l'inizio del XX secolo ha veduto pubblicati in olandese i libri più popolari sul buddismo.

## Studio accademico
Lo studio scientifico del buddismo cominciò in Olanda con la nomina di Johan Hendrik Caspar Kern (1833-1917) come primo professore a cui assegnata una cattedra di sanscrito presso l'università di Leiden; egli ebbe a pubblicare due storie ed un manuale dedicati a questa fede religiosa asiatica. Kern, così come fece anche lo studioso di indologia francese Émile Senart, ritrasse il Buddha come un essere leggendario o un eroe che avrebbe rappresentato una delle divinità solari.
A Kern successe l'esperto di linguistica e filologia Jacob Speyer (1849-1913) il quale tradusse diversi testi Mahayana e la Jātakamala ("ghirlanda delle nascite") sulle vite anteriori del Buddha per la serie intitolata "I libri sacri buddhisti". Il successore, il sancritista ed epigrafista Jean Philippe Vogel (1871-1958), divenne famoso anche per sue ricerche nel campo dell'archeologia, dimostrando che Kasia in India doveva essere Kusinara, il luogo ove avvenne il Parinirvāṇa del Buddha; ha inoltre condotto indagini su Borobudur, il grande monumento templare buddhista presente sull'isola di Giava.

## Post 1945
Dopo la seconda guerra mondiale, un forte alleato per la diffusione del buddismo si è rivelata essere la teosofia, soprattutto sotto la forma della Società Teosofica Adyar la cui segretaria olandese, la signora Spruitenburg, appena dopo essere tornata da un suo viaggio indiano cominciò a predisporre degli incontri nella sua casa di Huizen che attirarono tutta una serie di personalità provenienti da ogni angolo del paese; tra di loro vi era anche Ernst Verwaal il quale aveva fondato il "Buddhistische Vriendenkring Den Haag" (Circolo degli Amici del buddismo di L'Aia), più tardi rinominato come "Nederlandse Buddhistische Vriendenkring" (Circolo olandese degli amici del buddismo).
Il centro della circolazione delle idee sul buddismo rimase L'Aia, con la pubblicazione periodica di una rivista, dove a partire dal 1966 la moglie dell'ambasciatore thailandese, la signora Bhakdi, cominciò a ricevere ogni sabato i componenti del "Circolo" all'interno dell'ambasciata della Thailandia. Successivamente il gruppo è stato presieduto da Ronald Poelmeijer, anche sotto l'influenza di Peter van der Beek, che nel 1953 era divenuto membro dell'"Ordine Buddhista Occidentale", rappresentato in Europa dal britannico di fede buddhista Jack Austin.

## Organizzazione buddhista nazionale
Nel 1966 il "Circolo olandese degli Amici del Buddismo" ha cambiato il proprio nome in "Società buddhista dei Paesi Bassi", prevedendo attività ed incontri rivolti a tutte le scuole buddhiste senza distinzione